# Barthalos József
Nagymadi Barthalos József (Tinnye, 1786. február 19. – ?) református lelkész.

## Élete
Bartalos János rektor és Győrfi Éva fia. Felesége Kálmán Erzsébet volt. 1811–1813-ban Császáron volt rektor, 1815–1819 között Kocson működött mint káplán, 1819-ben nászályi prédikátorrá szentelték. 1819–1824-on Naszályon lelkészkedett, 1824–től 1855-ig Győr egyházmegyei assessor, 1833-tól egyházkerületi assessor, 1836-tól egyházkerületi pénztárnok, főpénztárnok volt.

## Munkái
- Gyászbeszéd I. Ferencz király felett, Győr, 1835.
- Gyászbeszéd Szűcs Antal felett. Pápa, 1846.